# Soli a Milano
Soli a Milano è un singolo del gruppo musicale italiano Club Dogo, pubblicato il 19 gennaio 2024 come primo estratto dall'ottavo album in studio Club Dogo.

## Descrizione
Il singolo è caratterizzato dalla partecipazione vocale della cantante italiana Elodie e da un campionamento di pianoforte.

## Classifiche
| Classifica (2024) | Posizione massima |
| ----------------- | ----------------- |
| Italia            | 7                 |